# Pteris krameri
Pteris krameri är en kantbräkenväxtart som beskrevs av Jefferson Prado och Alan Reid Smith.
Pteris krameri ingår i släktet Pteris och familjen Pteridaceae. Inga underarter finns listade i Catalogue of Life.